# Oliver Oetke
Oliver Oetke (Stuttgart, 18 augustus 1968) is een voormalig volleyballer en beachvolleyballer uit Duitsland. In de zaal speelde hij 54 interlands voor de nationale ploeg en won hij in clubverband tweemaal het landskampioenschap. Op het strand werd hij tweemaal nationaal kampioen en nam hij een keer deel aan de Olympische Spelen.

## Carrière

### Zaal
Oetke begon met volleyballen bij TSV Grafing waar hij van 1981 tot en met 1986 speelde. Vervolgens was hij in clubverband actief voor TSV 1860 München, TSV Milbertshofen, Moerser SC, ASV Dachau en SC Norderstedt. Met Milbertshofen won in 1990 de Duitse beker en in het seizoen 1990/91 het landskampioenschap. Een jaar later werd hij met Moerser SC opnieuw landskampioen. Daarnaast kwam Oetke 54 keer uit voor de Duitse volleybalploeg.

### Beach
Oetke speelde in 1990 zijn eerste [internationale beachvolleybalwedstrijd in Lignano met Paul Schmeing, maar maakte in 1996 de definitieve overstap naar het strand toen hij een team vormde met Edgar Krank. Het duo nam dat jaar in Berlijn deel aan een toernooi in de FIVB World Tour en won een bronzen medaille bij de Duitse kampioenschappen in Timmendorfer Strand. Het seizoen daarop deden ze mee aan vijf reguliere FIVB-toernooien met dertiende plaatsen in Berlijn en Fortaleza als beste resultaat. Daarnaast namen ze deel aan de eerste officiële wereldkampioenschappen beachvolleybal in Los Angeles; ze verloren in de eerste ronde van het als eerste geplaatste Braziliaanse duo José Loiola en Eduardo Bacil. In 1998 speelde Oetke twee wedstrijden met Krank en werd hij met Jörg Ahmann dertiende bij het Open-toernooi van Mar del Plata. In december dat wisselde hij van partner naar Andreas Scheuerpflug met wie hij tot het eind van zijn sportieve carrière zou spelen. Het tweetal nam deel aan het Open-toernooi van Vitória en deed het jaar daarop mee aan twaalf toernooien in de World Tour met een negende plaats in Berlijn als beste resultaat. Bij de WK in Marseille werden ze in de eerste ronde uitgeschakeld door de Amerikanen Robert Heidger en Kevin Wong en bij de Europese kampioenschappen in Palma eindigden ze als dertiende. In eigen land werden Oetke en Scheuerpflug nationaal kampioen door Sergej Sergejev en Falk Zimmermann in de finale te verslaan.
In 2000 prolongeerden ze hun nationale titel tegen de broers Christoph en Markus Dieckmann. Internationaal deden ze in aanloop naar de Spelen mee aan elf toernooien met onder meer een vierde (Guarujá), een vijfde (Toronto) en drie zevende plaatsen (Stavanger, Marseille en Klagenfurt) als resultaat. Bij het olympisch beachvolleybaltoernooi verloren ze de eerste wedstrijd van de latere kampioenen Dain Blanton en Eric Fonoimoana en werden ze daarna door de Tsjechen Michal Palinek en Martin Lébl uitgeschakeld. Het jaar daarop kwamen ze bij zes reguliere toernooien in de World Tour tot een vijfde plaats in Stavanger. Bij de WK in Klagenfurt bereikten ze de zestiende finale die verloren werd van het Braziliaanse duo Ricardo Santos en José Loiola. Bij de nationale kampioenschappen werden Oetke en Scheuerpflug tweede achter Markus Dieckmann en Jonas Reckermann. In 2002 speelde het tweetal nog drie wedstrijden, waarna Oetke zijn beachvolleybalcarrière beeïndigde.

## Palmares
Kampioenschappen zaal
- 1990:  Duitse beker
- 1991:  Duits kampioenschap
- 1992:  Duits kampioenschap

Kampioenschappen beach
- 1996:  NK
- 1999:  NK
- 2000:  NK
- 2001:  NK